# Voldiya Galmace-Paulin
Voldiya Galmace-Paulin (* 21. Oktober 2005 in Lille) ist eine französische Biathletin. Sie gewann 2025 ein Rennen im IBU-Cup.

## Karriere
Voldiya Galmace-Paulin gab ihr internationales Debüt im Dezember 2022 beim IBU-Junior-Cup in Obertilliach mit den Plätzen 41 und 16. Im Januar 2023 nahm sie am Europäischen Olympischen Winter-Jugendfestival 2023 in Forni Avoltri teil, bei dem sie mit Silber im Einzel hinter Julia Tannheimer und Gold mit der französischen Mixed-Staffel ihre ersten Medaillen gewann. In der folgenden Saison startete sie im Dezember 2023 auf der Pokljuka und in Ridnaun wieder im Junior-Cup, wobei sie mit einem zweiten und zwei vierten Plätzen deutlich bessere Ergebnisse erreichte als im Vorjahr. Im März 2024 nahm sie in Otepää erstmals an Juniorenweltmeisterschaften teil, wobei sie in der Jugendkategorie (U19) startete. Dort wurde sie Weltmeisterin mit der französischen Mixed-Staffel und gewann Silber im Sprint sowie Bronze im Einzel.
Vor Beginn der Saison 2024/25 qualifizierte Galmace-Paulin sich überraschend für das französische IBU-Cup-Team. In Idre gab sie Ende November 2024 mit den Plätzen 20, 23 und 15 ihr Debüt im internationalen Erwachsenenbereich. In der Folgewoche in Geilo erreichte sie bereits einen fünften und einen siebten Platz. Nach dem Jahreswechsel konnte sie ihre Leistungen weiter steigern; Anfang Januar 2025 landete sie am Arber mit zwei dritten Plätzen erstmals auf dem Podium. In Osrblie belegte sie zweimal den zweiten Platz. Bei den Europameisterschaften in Martell Ende Januar verpasste sie die Medaillenränge. Direkt nach der EM gewann Galmace-Paulin im Sprint in Ridnaun fehlerfrei ihr erstes Rennen im IBU-Cup und übernahm zudem die Führung in der Gesamtwertung. Die anschließende Verfolgung konnte sie ebenfalls für sich entscheiden.

## Statistik

### Europameisterschaften
| Europameisterschaft | Europameisterschaft | Einzel | Sprint | Verfolgung | Staffel |
| Jahr                | Ort                 | Einzel | Sprint | Verfolgung | Staffel |
| ------------------- | ------------------- | ------ | ------ | ---------- | ------- |
| 2025                | Martell             | 6.     | 31.    | 12.        | –       |

### Juniorenweltmeisterschaften
| Weltmeisterschaften | Weltmeisterschaften | Weltmeisterschaften | Einzel | Sprint | Massen- start | Staffel | Mixed- Staffel |
| Jahr                | Ort                 | Altersklasse        | Einzel | Sprint | Massen- start | Staffel | Mixed- Staffel |
| ------------------- | ------------------- | ------------------- | ------ | ------ | ------------- | ------- | -------------- |
| 2024                | Otepää              | Jugend              | 3.     | 2.     | 8.            | 4.      | 1.             |

### IBU-Cup-Siege
| Nr. | Datum        | Ort     | Disziplin  |
| --- | ------------ | ------- | ---------- |
| 1.  | 5. Feb. 2025 | Ridnaun | Sprint     |
| 2.  | 7. Feb. 2025 | Ridnaun | Verfolgung |